# Ruellia bahiensis
Ruellia bahiensis là một loài thực vật có hoa trong họ Ô rô. Loài này được (Nees) Morong miêu tả khoa học đầu tiên năm 1893.